# آدام فروغی
آدام فروغی (انگلیسی: Adam Foroughi؛ زادهٔ ۱۹۸۰) تاجر، کارآفرین میلیاردر آمریکایی ایرانی‌تبار است، که به‌عنوان مدیرعامل شرکت اپ‌لاوین، (یک شرکت فناوری تلفن همراه) فعالیت می‌کند. وی در ابتدای سال مالی ۲۰۲۵ با دارایی خالص ۹٫۹ میلیارد دلار، در رتبه ۲۷۴ از ثروتمندترین افراد جهان قرار داشت.

## زندگی‌نامه
فروغی در سال ۱۹۸۰ زاده شد و خانواده وی برای فرار از ویرانی‌های ناشی از جنگ ایران و عراق به ایالات متحده مهاجرت کردند. آدام در لس‌آنجلس، کالیفرنیا، جایی که پدرش یک شرکت ساختمانی موفق داشت، بزرگ شد. او در دانشگاه کالیفرنیا، برکلی، تحصیل کرد و مدرک لیسانس در رشته اقتصاد را دریافت کرد.

## شغل
فروغی پس از فارغ‌التحصیلی از برکلی، به عنوان معامله‌گر سهام و مشتقات مالی کار کرد و پیش از راه‌اندازی شرکت اپ‌لاوین، دو شرکت بازاریابی تأسیس کرد.
در سال ۲۰۱۲، فروغی به همراه دوستانش، جان کریستیناک و اندرو کارام، شرکت فناوری اپ‌لاوین را تأسیس کرد.
در ۱۵ آوریل ۲۰۲۱، اپ‌لاوین پس از عرضه اولیه سهام، با ارزش تقریبی ۲۴ میلیارد دلار به یک شرکت سهامی عام تبدیل شد. در نتیجه عرضه اولیه سهام موفق اپ‌لاوین، دارایی خالص فروغی به حدود ۲ میلیارد دلار افزایش یافت.
در سال ۲۰۲۳، کل دریافتی فروغی از اپ‌لاوین، ۸۳ میلیون دلار بود که نسبت به سال قبل ۷۹ درصد افزایش یافته و نسبت حقوق مدیرعامل به میانگین حقوق کارکنان این شرکت را ۷۹۵ به ۱ نشان می‌دهد و فروغی را به هشتمین مدیرعامل پردرآمد در ایالات متحده در آن سال تبدیل می‌کند.